# Enicospilus hemiphaeus
Enicospilus hemiphaeus är en stekelart som beskrevs av Townes, Townes och Gupta 1961. Enicospilus hemiphaeus ingår i släktet Enicospilus och familjen brokparasitsteklar. Inga underarter finns listade i Catalogue of Life.